# Ignacio Agustí
Ignasi Agustí y Peypoch (ur. 1913 w Llissá de Vall, zm. 1974 w Barcelonie) – hiszpański pisarz i publicysta. 
Debiutował jako autor wierszy i artykułów pisanych w języku katalońskim. Od 1936 roku tworzył już wyłącznie w języku hiszpańskim. Redaktor – wydawanego przez narodowo-syndykalistyczną Falangę – tygodnika Destino (Przeznaczenie). W młodości działał w prawicowej regionalistycznej partii Lliga. Tematyka jego dzieł dotyczy losów rodzin katalońskich przemysłowców.

## Wybrane dzieła
- Un siglo de Cataluña (1940)
- Los surcos (1942)
- Mariona Rebull (1943)
- El viudo Rius (1944)
- Desiderio (1957)
- Diecinueve de julio (1965)
- Guerra civil (1972)
- El cubilete del diablo (1951)
- Ganas de hablar (1974)